# Gary Deegan
Gary Deegan (Dublino, 28 settembre 1987) è un ex calciatore irlandese, di ruolo centrocampista.

## Carriera
È cresciuto nel vivaio dello Shelbourne di Dublino, che nel 2006 l'ha ceduto in prestito al Kilkenny City. In seguito ha militato per una stagione al Longford Town e per mezza al Galway United, prima di venire stato ingaggiato dal Bohemian nel luglio 2008. Con i Bohs ha vinto due titoli nazionali consecutivi ed è stato inserito nella squadra dell'anno del 2009.
Nel dicembre 2009 ha firmato un contratto di tre anni e mezzo con il Coventry City, ed ha debuttato il 9 gennaio 2010 contro il Barnsley.
Nell'agosto del 2012 firma un contratto di un anno con l'Hibernian, ritrovando il suo vecchio allenatore, Pat Fenlon.
Il primo gennaio 2021 passa dallo Shelbourne al Drogheda United a titolo definitivo.

## Palmarès

### Club

#### Competizioni nazionali
- Campionato irlandese: 2

Bohemians: 2008, 2009
- Coppa d'Irlanda: 2

Bohemians: 2008
Drogheda Utd: 2024
- Coppa di Lega irlandese: 1

Bohemians: 2009